# Friso Nijboer
Friso Nijboer est un joueur d'échecs néerlandais né le 26 mai 1965. Grand maître international depuis 1996, il a représenté les Pays-Bas lors de six olympiades (de 1996 à 2002) et de quatre championnats d'Europe par équipe, remportant une médaille d'or par équipe et une médaille d'or individuelle lors du championnat d'Europe 2001 (il jouait comme remplaçant).
Il a remporté les tournois de Wijk aan Zee B en 1989, 1994 (ex æquo avec Lars Bo Hansen), 1997 (ex æquo avec Paul van der Sterren). Il fut deuxième du championnat d'échecs des Pays-Bas en 1993 et 2009 et troisième ex æquo en 1996, 2006, 2007 et 2009.

## Publications
Avec A. C. Van der Tak :
- Tactics in the Chess Opening 1: Sicilian Defence, Interchess BV, Alkmaar 2003,  (ISBN 90-5691-112-0).
- Tactics in the Chess Opening 2: Open Games, Interchess BV, Alkmaar 2004,  (ISBN 90-5691-124-4).

Avec Geert Van der Stricht :
- Tactics in the Chess Opening 3: French Defence and other Half-Open Games, Interchess BV, Alkmaar 2005,  (ISBN 90-5691-162-7).
- Tactics in the Chess Opening 4: Queen’s Gambit (Trompowsky & Torre), Interchess BV, Alkmaar 2006,  (ISBN 90-5691-172-4).